# Cromeria occidentalis
Cromeria occidentalis är en fiskart som beskrevs av Daget, 1954. Cromeria occidentalis ingår i släktet Cromeria och familjen Kneriidae. IUCN kategoriserar arten globalt som otillräckligt studerad. Inga underarter finns listade i Catalogue of Life.